# Feriona
La feriona es actualmente el acontecimiento más importante del noroeste de la provincia de León. Se celebra en la localidad de Villablino el 12 de octubre, día de la Virgen del Pilar, y resulta ser una festividad con gran afluencia de público. Según estimaciones no oficiales en el año 2005 asistieron una media de 15.000 personas aumentando la población quinquilleira (de Villablino) al doble en ese día.

## Historia
En sus comienzos fue una fiesta íntegramente ganadera en la que se feriaba con vacas, cerdos y mulas pero con el paso de los años esta festividad se ha ido convirtiendo en un mercado textil, alimenticio y se sigue conservando ganado en el recinto ferial de Villablino. Este mercado tiene una gran dimensión ocupando gran parte de las calles de un gran pueblo de 12.000 habitantes como es Villablino.

## Gastronomía
La gastronomía se basa ese día en el preciado pulpo. Se puede encontrar en puesto gallegos del mercado o en los numerosos bares, cafeterías y restaurantes.

## Espacio natural
Es un importante reclamo turístico de la zona de Laciana que en el 2003 fue declarada Reserva de la Biosfera por la UNESCO al tener una inmenso patrimonio natural en calidad y cantidad. Las razas estrella de esta reserva perteneciente a la red de espacios naturales de la junta de Castilla y León, son el oso pardo y el urogallo cantábrico.